# Aratasaurus
Aratasaurus („ještěr zrozený z ohně“) byl rod menšího teropodního dinosaura z kladu Coelurosauria, žijící v období spodní křídy (geologický věk alb, asi před 111 až 108 miliony let) na území dnešní Brazílie.

## Popis

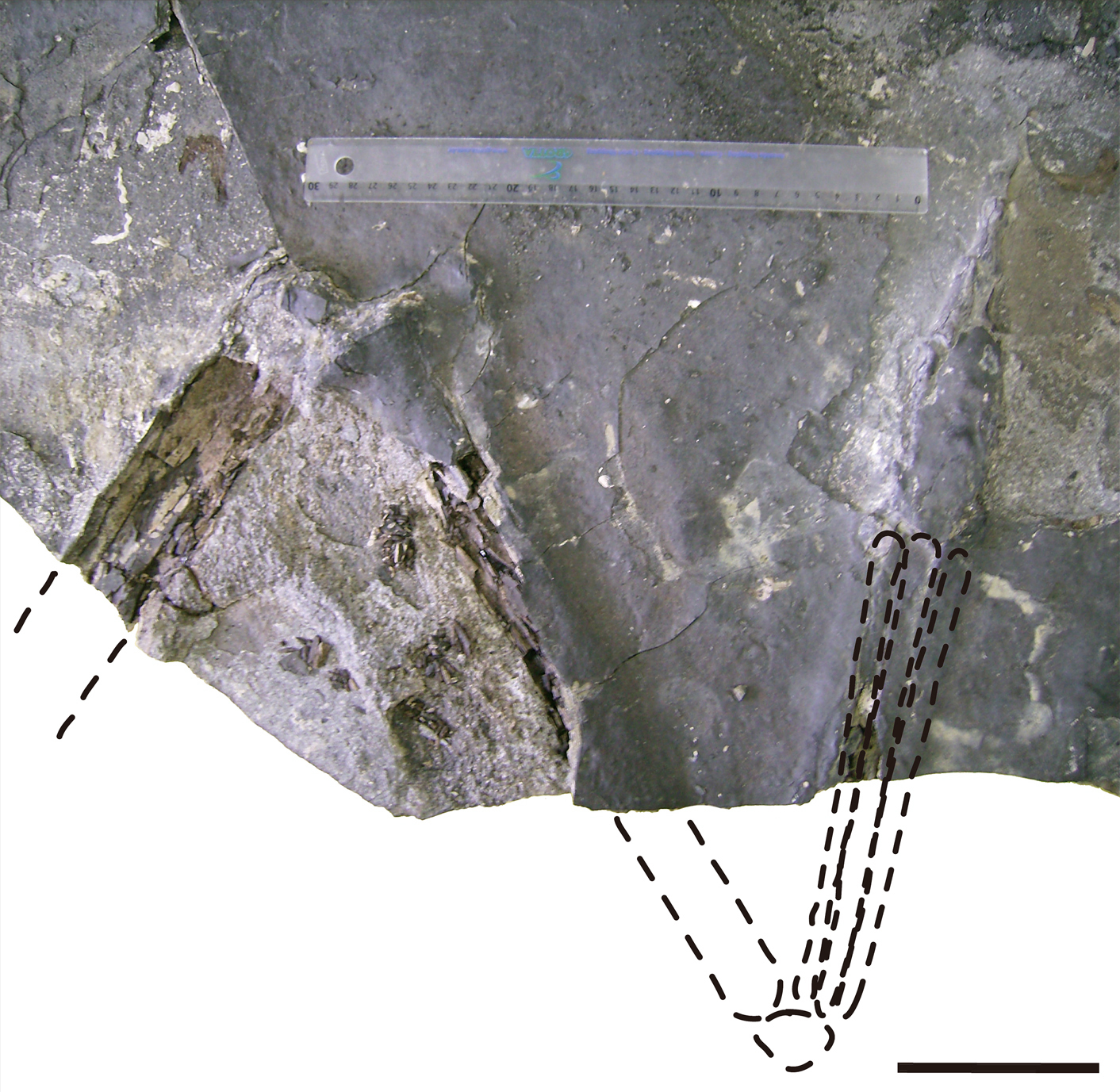
Fosilie kostí končetin rodu Aratasaurus.

Tento štíhlý a rychlý teropod byl popsán na základě fosilního materiálu typového jedince (katalogové označení MPSC R 2089), objeveného v sedimentech souvrství Romualdo v jistém lomu v průběhu roku 2008. Předběžný výzkum fosilií probíhal již v letech 2008 až 2016, formální popis byl ale publikován až v létě roku 2020. Rodové jméno dinosaura odkazuje ke šťastné náhodě, kdy fosilie přečkaly destruktivní požár, který zachvátil brazilské Národní muzeum v září roku 2018. Druhové jméno pak odkazuje právě k této instituci v Buenos Aires.
Aratasaurus byl menší teropod, popsaný jedinec byl ještě nedospělým exemplářem (zahynul asi ve věku 4 let) o délce asi 3,1 metru a odhadované hmotnosti kolem 34 kilogramů. Ve stejných ekosystémech se setkával také se vzdáleně příbuzným kompsognatidem rodu Mirischia asymmetrica a také s většími teropody, jako byl spinosaurid Irritator challengeri a tyranosauroid Santanaraptor placidus.

## Zařazení

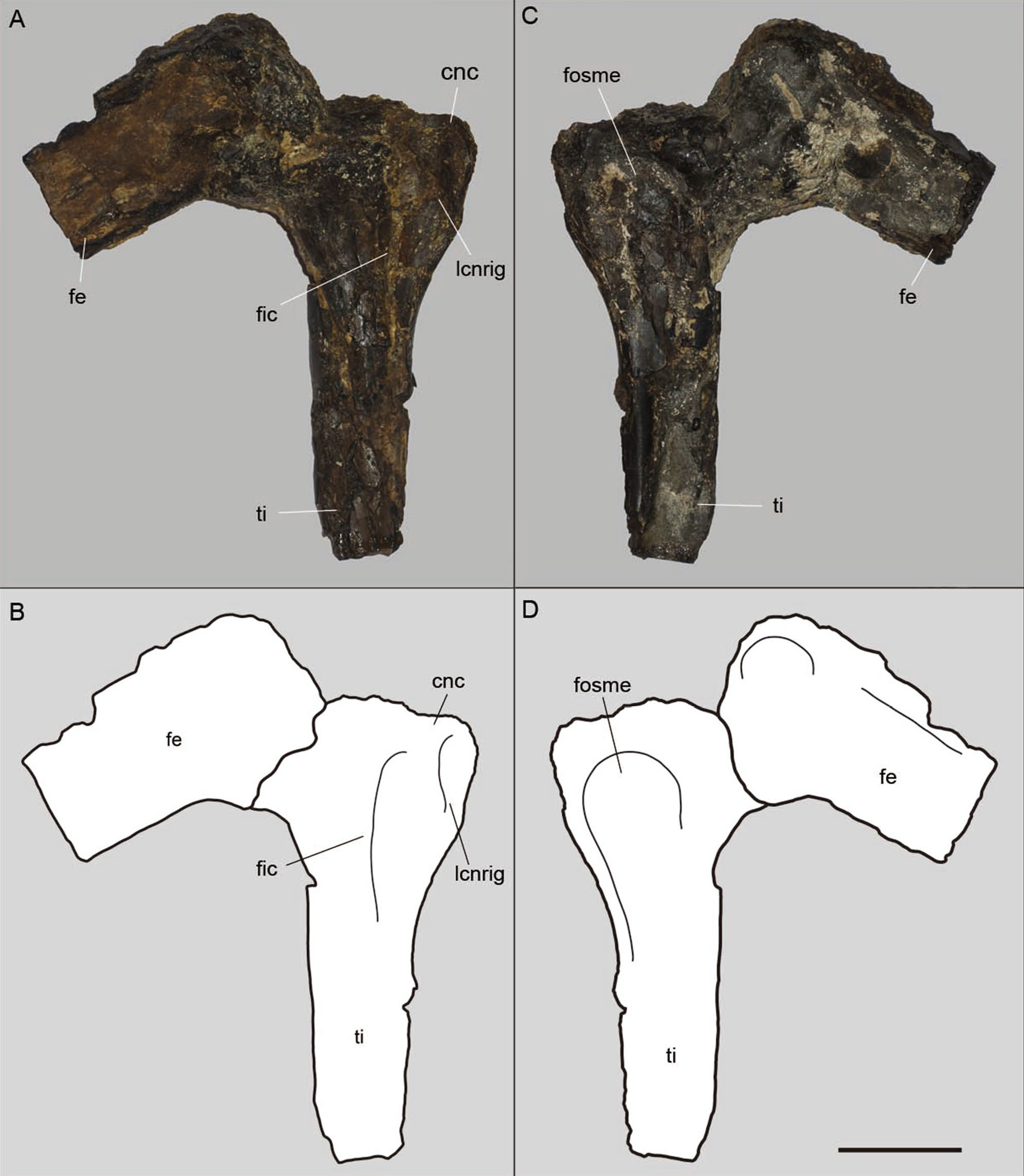
Holotyp druhu Aratasaurus museunacionali.

Systematická pozice aratasaura není zcela jasná, pravděpodobně se ale jednalo o bazálního (vývojově primitivního) célurosaura, který byl zároveň sesterským taxonem k čínskému rodu Zuolong. Ten se svému brazilskému příbuznému značně podobal tvarem kostí dolních končetin.